# Соломка (село)
Соломка (укр. Соломка) — село в Деражненской сельской общине Ровненского района Ровненской области Украины.
До 2020 года входило в Костопольский район.
Население по переписи 2001 года составляло 114 человек.
Почтовый индекс — 35045. Телефонный код — 3657. Код КОАТУУ — 5623482003.